# ジュディス・レズニック
ジュディス・アーレン・レズニック（Judith Arlene Resnik、1949年4月5日 - 1986年1月28日）は、アメリカ合衆国の技術者、アメリカ航空宇宙局の宇宙飛行士である。STS-51-Lのチャレンジャー号爆発事故に巻き込まれて死亡した。
宇宙に行った2人目のアメリカ人女性、2人目のユダヤ人である。宇宙で145時間を過ごした。彼女はカーネギー・メロン大学を卒業し、メリーランド大学から電子工学の博士号を得た。宇宙工学者を表彰するIEEEのジュディス・レズニック賞は、彼女の名前に由来する。

## 人生
レズニックはオハイオ州アクロンで生まれ、ヘブライの学校に通った。4歳年下の弟チャールズがいる。両親は視力検定員のマーヴィンとサラである。1966年にファイアーストーン高校を卒業した。数学に秀で、クラシックピアノも得意であった。高校時代、彼女はSATでこの年の女性では唯一の満点を取った。1970年にピッツバーグのカーネギー・メロン大学で電子工学の学位を取り、この年に彼女はフェローのマイケル・オルダックと結婚した。しかし、マイケルは子供を作る事を希望したものの、ジュディスは仕事を続けたかったために1974年に離婚した。レズニックはその後、1977年にメリーランド大学から電子工学の博士号を取得した。カーネギー・メロン大学を卒業後、彼女はRCAに設計技師として就職し、多くのNASAのプロジェクトに携わった。
博士号に向けた研究中、レズニックはアメリカ国立衛生研究所から生物医学工学者として資金を得ていた。後に彼女はゼロックスのシステムエンジニアとして働いた。

### 宇宙飛行士
レズニックは、1978年にNASAの求人担当を務めていた女優のニシェル・ニコルズの推薦を受け、宇宙飛行士のプログラムに応募した。レズニックの最初の宇宙飛行は、1984年8月から9月にディスカバリーで行われたSTS-41-Dのミッションにミッションスペシャリストとして加わった。チャレンジャーを用いて行われたSTS-51-Lでも同様にミッションスペシャリストとして参加していた。ジュディスは、宇宙へ行った最初のユダヤ系アメリカ人、ユダヤ系女性で、ユダヤ人全体でもソビエト連邦のボリス・ヴォリノフに続いて2人目だった。

## 遺産

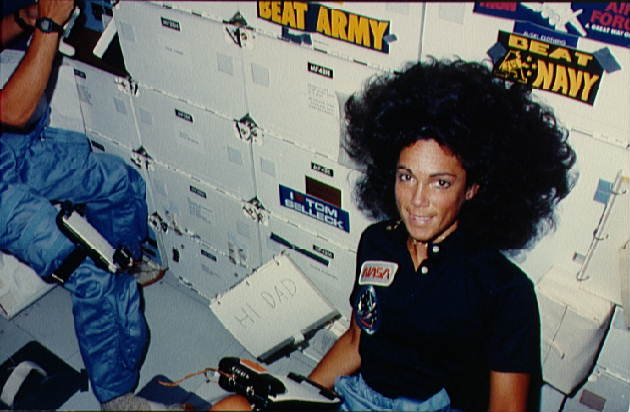
STS-41-Dのミッションに参加するレズニック

彼女の死後、学校や研究施設等多くの建物に彼女の名前が付けられた。その中には、彼女の卒業したカーネギー・メロン大学の寮もあった。
IEEEは1986年にジュディス・レズニック賞を設立した。この賞は、宇宙工学に対し際立った貢献をした個人、団体に贈られるものである。
月の裏にあるアポロ内に位置するクレーターレズニックは、彼女の名前に由来している。またエドワード・ボーエルが1984年に発見した小惑星レズニックも彼女の名前にちなんで名づけられた。
1990年のテレビ映画『チャレンジャー』を含め、多くのフィクション作品にも登場している。